# Дружина (Загорє-об-Саві)
Дружина (словен. Družina) — поселення в общині Загорє-об-Саві, Засавський регіон, Словенія. Висота над рівнем моря: 448,4 м.